# Mieścin
Mieścin (kaszub. Mieścënò) – wieś kociewska w Polsce położona w województwie pomorskim, w powiecie tczewskim, w gminie Tczew.
Badania archeologiczne przeprowadzone w latach 2003–2004 podczas budowy autostrady A1 stwierdziły obecność śladów osady z okresu epoki młodszej kamienia łupanego oraz wczesnego żelaza oraz śladów osadnictwa z okresu średniowiecza. Przypuszcza się, że osady tworzyła ludność napływowa - teren był często pod różnymi zarządami. W wykopaliskach znaleziono szereg przedmiotów związanych z kulturą łużycką.
W latach 1975–1998 miejscowość administracyjnie należała do województwa gdańskiego.
We wsi znajduje się dworek folwarczny, zniszczony poprzez jego eksploatację przez PGR-y. Tuż obok zlokalizowany jest park z ciekawymi roślinami. Park w znaczącej mierze jest zdewastowany.
Na terenie wsi dawniej znajdowano ślady po cmentarzach prawdopodobnie z XIII wieku.
Najwcześniejsze zapiski mówią o zbudowanej drodze z bali drewnianych z Mieścina do Lubiszewa przez księcia Mestwina do jego rezydencji leśnej pewnie nazwa miejscowości stąd właśnie pochodzi.
Park od strony północnej i wschodniej odgrodzony jest murem z cegły. Poniżej parku - na północ przepływa niewielki strumyk, w którym dawniej pływały szczupaki w okresie tarła. 
Obecnie Mieścin jest miejscowością zadbaną i czystą. Wzdłuż drogi położono chodniki. Droga jest oświetlona.
We wsi istnieje infrastruktura wodna, telekomunikacyjna, gazowa i elektryczna, a ostatnio również wieś została podłączona do sieci kanalizacyjnej.
Wokół wsi jak i w jej centrum znajdują się pola uprawne i sady. 
Większość mieszkańców utrzymuje się z działalności rolniczej oraz z zatrudnienia w pobliskim mieście Tczewie.
W 2010 roku miejscowość zamieszkiwało około 267 mieszkańców.

## Urodzeni w Mieścinie
- Józef Kruża  – polski bokser, mistrz Europy (1953), wielokrotny medalista mistrzostw Polski[5].